# Joan Juan Sales
Joan Juan Sales (Atzeneta del Maestrat, Castelló de la Plana, 12 de febrer de 1908 - Barcelona, 15 de juliol de 1976) fou un vidrier català, alcalde del Masnou entre 1936 i 1938, durant la Guerra Civil Espanyola.
Obrer vidrier a la fàbrica de vidre de Can Dachs, al Masnou. Era dirigent de la Confederació Nacional del Treball (CNT) al Masnou, a la qual ingressà l'any 1931. Es casà amb Rosa Colomer Juriol i tingué un fill.
En esclatar la Guerra Civil Espanyola, fou un dels integrants del consell local del Masnou, conegut com a Comitè Revolucionari, que assumí el poder municipal immediatament després del cop i que estava controlat per la CNT. El Comitè fou l'impulsor de les mesures revolucionàries de les primeres setmanes, entre les quals destaquen la confiscació d'escoles religioses i entitats socials, el control dels que eren considerats facciosos i l'establiment d'un tribunal de justícia popular. També fou president del Comitè de Milícies Antifeixistes local, després anomenat Comitè de Milícies i de Salut Pública.
Durant la guerra, fou regidor i alcalde del Masnou en representació de la CNT. Fou alcalde de setembre a novembre de 1936 i de març de 1937 a febrer de 1938. Intervingué en la confiscació del Casino del Masnou, el Centre Catòlic i la finca de la Casa del Marquès del Masnou. L'any 1937 l'Ajuntament va emetre paper moneda fraccionari amb la llegenda Consell Municipal El Masnou, que va ser coneguts com a "Juanitos", en portar estampades les signatures de l'alcalde, Joan Juan Sales, i del dipositari, Joan Juan Alonso. A finals de 1937 va haver de dimitir per haver estat cridat per fer el servei militar.
En acabar la guerra, la seva dona i fill s'exiliaren a França, mentre que ell, que es trobava fent servei militar lluitant en la guerra, havia estat fet presoner a Alacant i internat al camp de concentració de Xilxes (Castelló de la Plana). Pogué sortir en llibertat mercès a documentació falsa. A partir d'aleshores romangué amagat durant sis anys a casa de la seva mare a Barcelona, mentre es decretava l'ordre de crida i cerca com a principal responsable de la violència i els assassinats duts a terme pels republicans durant la Guerra Civil al Masnou. Se li feu un consell de guerra sumaríssim d'urgència per adhesió a la rebel·lió, amb les pertinents declaracions de les autoritats i de testimonis particulars que l'acusaven d'assassinats, saquejos, multes, confiscacions, control de la carretera i crema de l'església parroquial, a més de la seva intervenció en els Fets del sis d'octubre, afegint algun d'ells, que Juan era el cap de tots els fets succeïts al Masnou durant la guerra i que era conegut com a Pancho Villa per dur un ampli barret de palla i pistoles al cinto. Després de diverses requisitòries, l'any 1942 fou declarat en rebel·lió i fugit i el sumari quedà en suspens i la causa fou arxivada fins a la seva localització.
Finalment, el 18 de maig de 1945 fou identificat a Barcelona, per casualitat, per la policia que perseguia els autors d'un atracament. Va ser tancat a la Presó Model de manera immediata i s'enllestí l'ordre de processament per adhesió a la rebel·lió, amb dictat de presó preventiva i interlocutòria de perillositat. El 1948 se celebrà el judici, en el qual negà qualsevol intervenció en detencions, saquejos i assassinats. Malgrat això, fou condemnat a la pena de mort. L'execució quedà en suspens, a l'espera de rebre l'aprovació de Francisco Franco, i finalment es va commutar la pena de mort per trenta anys de reclusió major. Estigué reclòs al Penal del Dueso (Santoña, Cantàbria), treballant a les mines de plom. Sortí en llibertat provisional el 1952 i establí la residència a Barcelona, treballant a una fàbrica de vidre al barri de Collblanc, propietat de Vicenç Pedret. No obstant això, atès que la pena no li quedava extingida fins al 1975, endegà peticions d'indult, que li fou denegat el 1953 i concedit per un període de quatre anys el 1964, fins que la causa quedà arxivada l'any següent.